# Lambertz Open by STAWAG 1994
Il Lambertz Open by STAWAG 1994 è stato un torneo di tennis facente parte della categoria ATP Challenger Series nell'ambito dell'ATP Challenger Series 1994. Il torneo si è giocato a Aquisgrana in Germania dal 31 ottobre al 6 novembre 1994 su campi in sintetico indoor.

## Vincitori

### Singolare
Jan Siemerink ha battuto in finale  David Prinosil con il punteggio di 5–7, 7–6, 6–4

### Doppio
David Engel /  Ola Kristiansson hanno battuto in finale  Wayne Arthurs /  Brent Larkham con il punteggio di 6–4, 6–4